# Elis Melander
Per Elis Melander, född den 28 juli 1899 i Lund, död den 16 mars 1962 i Eslöv, var en svensk jurist.
Melander avlade studentexamen i Lund 1918 och juris kandidatexamen vid Lunds universitet 1923. Han blev extra ordinarie notarie i Skånska hovrätten 1923, genomförde tingstjänstgöring i Oxie och Skytts häraders domsaga 1926–1927, började tjänstgöra i Skånska hovrätten 1927, blev tillförordnad fiskal där 1928, adjungerad ledamot 1931, assessor 1932, tillförordnad revisionssekreterare 1936, hovrättsråd i Skånska hovrätten 1938, ordinarie revisionssekreterare 1940, åter hovrättsråd 1946 och vice ordförande på divison. Melander var häradshövding i Frosta och Eslövs domsaga från 1947 till sin död. Han blev riddare av Nordstjärneorden 1941 och kommendör av  samma orden 1956. Melander vilar på Norra kyrkogården i Lund.